# Wereldkampioenschappen kortebaanzwemmen 2022
De wereldkampioenschappen kortebaanzwemmen 2022 werden van 13 tot en met 18 december 2022 georganiseerd in het Melbourne Sports and Aquatic Centre in Melbourne, Australië. Nieuw op het programma waren de 800 meter vrije slag voor mannen en de 1500 meter vrije slag voor vrouwen.
Dit toernooi was oorspronkelijk gepland in het Russische Kazan, maar werd verplaatst naar Melbourne vanwege de Russische invasie van Oekraïne in 2022. Atleten en officials uit Rusland en Wit-Rusland waren uitgesloten van deelname.

## Programma
| S | Series | HF | Halve finales | Goud | Finale |

| Ochtendsessie | 11:00 (lokale tijd) 01:00 (MET) | Avondsessie | 19:30 (lokale tijd) 09:30 (MET) |

| Onderdeel         | December | December | December | December | December | December | December | December | December | December | December | December |
| Onderdeel         | 13       | 13       | 14       | 14       | 15       | 15       | 16       | 16       | 17       | 17       | 18       | 18       |
| ----------------- | -------- | -------- | -------- | -------- | -------- | -------- | -------- | -------- | -------- | -------- | -------- | -------- |
| 50m vrije slag    |          |          |          |          |          |          | S        | HF       |          | Goud     |          |          |
| 100m vrije slag   |          |          | S        | HF       |          | Goud     |          |          |          |          |          |          |
| 200m vrije slag   |          |          |          |          |          |          |          |          |          |          | S        | Goud     |
| 400m vrije slag   |          |          |          |          | S        | Goud     |          |          |          |          |          |          |
| 800m vrije slag   |          |          |          |          |          |          |          |          | Goud     | Goud     |          |          |
| 1500m vrije slag  | Goud     | Goud     |          |          |          |          |          |          |          |          |          |          |
| 50m rugslag       |          |          |          |          | S        | HF       |          | Goud     |          |          |          |          |
| 100m rugslag      | S        | HF       |          | Goud     |          |          |          |          |          |          |          |          |
| 200m rugslag      |          |          |          |          |          |          |          |          |          |          | S        | Goud     |
| 50m schoolslag    |          |          |          |          |          |          |          |          | S        | HF       |          | Goud     |
| 100m schoolslag   |          |          | S        | HF       |          | Goud     |          |          |          |          |          |          |
| 200m schoolslag   |          |          |          |          |          |          | S        | Goud     |          |          |          |          |
| 50m vlinderslag   | S        | HF       |          | Goud     |          |          |          |          |          |          |          |          |
| 100m vlinderslag  |          |          |          |          |          |          |          |          | S        | HF       |          | Goud     |
| 200m vlinderslag  |          |          |          |          | S        | Goud     |          |          |          |          |          |          |
| 100m wisselslag   |          |          |          |          | S        | HF       |          | Goud     |          |          |          |          |
| 200m wisselslag   | S        | Goud     |          |          |          |          |          |          |          |          |          |          |
| 400m wisselslag   |          |          |          |          |          |          |          |          | S        | Goud     |          |          |
| 4x50m vrije slag  |          |          |          |          | S        | Goud     |          |          |          |          |          |          |
| 4x100m vrije slag | S        | Goud     |          |          |          |          |          |          |          |          |          |          |
| 4x200m vrije slag |          |          |          |          |          |          | S        | Goud     |          |          |          |          |
| 4x50m wisselslag  |          |          |          |          |          |          |          |          | S        | Goud     |          |          |
| 4x100m wisselslag |          |          |          |          |          |          |          |          |          |          | S        | Goud     |
| Totaal            | 3        | 3        | 2        | 2        | 5        | 5        | 4        | 4        | 4        | 4        | 5        | 5        |

| Onderdeel         | December | December | December | December | December | December | December | December | December | December | December | December |
| Onderdeel         | 13       | 13       | 14       | 14       | 15       | 15       | 16       | 16       | 17       | 17       | 18       | 18       |
| ----------------- | -------- | -------- | -------- | -------- | -------- | -------- | -------- | -------- | -------- | -------- | -------- | -------- |
| 50m vrije slag    |          |          |          |          |          |          | S        | HF       |          | Goud     |          |          |
| 100m vrije slag   |          |          | S        | HF       |          | Goud     |          |          |          |          |          |          |
| 200m vrije slag   |          |          |          |          |          |          |          |          |          |          | S        | Goud     |
| 400m vrije slag   | S        | Goud     |          |          |          |          |          |          |          |          |          |          |
| 800m vrije slag   |          |          | Goud     | Goud     |          |          |          |          |          |          |          |          |
| 1500m vrije slag  |          |          |          |          |          |          | Goud     | Goud     |          |          |          |          |
| 50m rugslag       |          |          |          |          | S        | HF       |          | Goud     |          |          |          |          |
| 100m rugslag      | S        | HF       |          | Goud     |          |          |          |          |          |          |          |          |
| 200m rugslag      |          |          |          |          |          |          |          |          |          |          | S        | Goud     |
| 50m schoolslag    |          |          |          |          |          |          |          |          | S        | HF       |          | Goud     |
| 100m schoolslag   |          |          | S        | HF       |          | Goud     |          |          |          |          |          |          |
| 200m schoolslag   |          |          |          |          |          |          | S        | Goud     |          |          |          |          |
| 50m vlinderslag   | S        | HF       |          | Goud     |          |          |          |          |          |          |          |          |
| 100m vlinderslag  |          |          |          |          |          |          |          |          | S        | HF       |          | Goud     |
| 200m vlinderslag  |          |          |          |          | S        | Goud     |          |          |          |          |          |          |
| 100m wisselslag   |          |          |          |          | S        | HF       |          | Goud     |          |          |          |          |
| 200m wisselslag   | S        | Goud     |          |          |          |          |          |          |          |          |          |          |
| 400m wisselslag   |          |          |          |          |          |          |          |          | S        | Goud     |          |          |
| 4x50m vrije slag  |          |          |          |          |          |          | S        | Goud     |          |          |          |          |
| 4x100m vrije slag | S        | Goud     |          |          |          |          |          |          |          |          |          |          |
| 4x200m vrije slag |          |          | S        | Goud     |          |          |          |          |          |          |          |          |
| 4x50m wisselslag  |          |          |          |          |          |          |          |          | S        | Goud     |          |          |
| 4x100m wisselslag |          |          |          |          |          |          |          |          |          |          | S        | Goud     |
| Totaal            | 3        | 3        | 4        | 4        | 3        | 3        | 5        | 5        | 3        | 3        | 5        | 5        |

| Onderdeel        | December | December | December | December | December | December | December | December | December | December | December | December |
| Onderdeel        | 13       | 13       | 14       | 14       | 15       | 15       | 16       | 16       | 17       | 17       | 18       | 18       |
| ---------------- | -------- | -------- | -------- | -------- | -------- | -------- | -------- | -------- | -------- | -------- | -------- | -------- |
| 4x50m vrije slag |          |          |          |          |          |          | S        | Goud     |          |          |          |          |
| 4x50m wisselslag |          |          | S        | Goud     |          |          |          |          |          |          |          |          |
| Totaal           |          |          | 1        | 1        |          |          | 1        | 1        |          |          |          |          |

## Medailles

### Mannen
| Onderdeel            | Goud | Goud           | Zilver | Zilver          | Brons | Brons      |
| -------------------- | --- | -------------- | --- | --------------- | --- | ---------- |
| Vrije slag           | |                | |                 | |            |
| 50 m                 | Jordan Crooks Kaaimaneilanden | 20,46          | Benjamin Proud Verenigd Koninkrijk | 20,49           | Dylan Carter Trinidad en Tobago | 20,72      |
| 100 m                | Kyle Chalmers Australië | 45,16 CR       | Maxime Grousset Frankrijk | 45,41           | Alessandro Miressi Italië | 45,57 =NR  |
| 200 m                | Hwang Sun-woo Zuid-Korea | 1.39,72 CR, AS | David Popovici Roemenië | 1.40,79         | Tom Dean Verenigd Koninkrijk | 1.40,86    |
| 400 m                | Kieran Smith Verenigde Staten | 3.34,38 AM     | Thomas Neill Australië | 3.35,05         | Danas Rapšys Litouwen | 3.36,26    |
| 800 m                | Gregorio Paltrinieri Italië | 7.29,99 CR     | Henrik Christiansen Noorwegen | 7.31,48         | Logan Fontaine Frankrijk | 7.33,12    |
| 1500 m               | Gregorio Paltrinieri Italië | 14.16,88       | Damien Joly Frankrijk | 14.19,62        | Henrik Christiansen Noorwegen | 14.24,08   |
| Rugslag              | |                | |                 | |            |
| 50 m                 | Ryan Murphy Verenigde Staten | 22,64          | Isaac Cooper Australië | 22,73           | Kacper Stokowski Polen | 22,74      |
| 100 m                | Ryan Murphy Verenigde Staten | 48,50 CR       | Lorenzo Mora Italië | 49,04 NR        | Isaac Cooper Australië | 49,52      |
| 200 m                | Ryan Murphy Verenigde Staten | 1.47,41        | Shaine Casas Verenigde Staten | 1.48,01         | Lorenzo Mora Italië | 1.48,45    |
| Schoolslag           | |                | |                 | |            |
| 50 m                 | Nic Fink Verenigde Staten | 25,38 CR       | Nicolò Martinenghi Italië | 25,42           | Simone Cerasuolo Italië | 25,68      |
| 100 m                | Nic Fink Verenigde Staten | 55,88          | Nicolò Martinenghi Italië | 56,07           | Adam Peaty Verenigd Koninkrijk | 56,25      |
| 200 m                | Daiya Seto Japan | 2.00,35 AS     | Nic Fink Verenigde Staten | 2.01,60 AM      | Qin Haiyang China | 2.02,22    |
| Vlinderslag          | |                | |                 | |            |
| 50 m                 | Nicholas Santos Brazilië | 21,78 CR       | Noè Ponti Zwitserland | 21,96 NR        | Szebasztián Szabó Hongarije | 21,98      |
| 100 m                | Chad le Clos Zuid-Afrika | 48,59          | Ilya Kharun Canada | 49,03           | Marius Kusch Duitsland | 49,12      |
| 200 m                | Chad le Clos Zuid-Afrika | 1.48,27 AF     | Daiya Seto Japan | 1.49,22         | Noè Ponti Zwitserland | 1.49,42 NR |
| Wisselslag           | |                | |                 | |            |
| 100 m                | Thomas Ceccon Italië | 50,97          | Javier Acevedo Canada | 51,05           | Finlay Knox Canada | 51,10      |
| 200 m                | Matthew Sates Zuid-Afrika | 1.50,15 AF     | Carson Foster Verenigde Staten | 1.50,96         | Finlay Knox Canada | 1.51,04    |
| 400 m                | Daiya Seto Japan | 3.55,75        | Carson Foster Verenigde Staten | 3.57,63         | Matthew Sates Zuid-Afrika | 3.59,21    |
| Vrije slag estafette | |                | |                 | |            |
| 4x50 m               | Australië Isaac Cooper (21,25) Matthew Temple (20,75) Flynn Southam (21,10) Kyle Chalmers (20,34) Grayson Bell                                           | 1.23,44 OC     | Italië Alessandro Miressi (21,22) Leonardo Deplano (20,59) Thomas Ceccon (20,67) Manuel Frigo (21,00) Paolo Conte Bonin                          | 1.23,48         | Nederland Kenzo Simons (21,24) Nyls Korstanje (20,84) Stan Pijnenburg (20,95) Thom de Boer (20,72)                                                                         | 1.23,75    |
| 4x100 m              | Italië Alessandro Miressi (46,15) Paolo Conte Bonin (45,93) Leonardo Deplano (45,54) Thomas Ceccon (45,13) Manuel Frigo                                  | 3.02,75 WR     | Australië Flynn Southam (47,04) Matthew Temple (46,06) Thomas Neill (46,55) Kyle Chalmers (44,98) Shaun Champion                                 | 3.04,63 OC      | Verenigde Staten Drew Kibler (46,84) Shaine Casas (45,90) Carson Foster (46,58) Kieran Smith (45,77) David Curtiss Trenton Julian                                          | 3.05,09    |
| 4x200 m              | Verenigde Staten Kieran Smith (1.41,04) Carson Foster (1.40,48) Trenton Julian (1.41,44) Drew Kibler (1.41,16) Jake Magahey                              | 6.44,12 WR     | Australië Thomas Neill (1.41,50) Kyle Chalmers (1.40,35) Flynn Southam (1.41,50) Mack Horton (1.43,19) Clyde Lewis Stuart Swinburn Brendon Smith | 6.46,54 OC      | Italië Matteo Ciampi (1.42,68) Thomas Ceccon (1.42,61) Alberto Razzetti (1.42,76) Paolo Conte Bonin (1.41,58) Manuel Frigo                                                 | 6.49,63    |
| Wisselslagestafette  | |                | |                 | |            |
| 4x50 m               | Italië Lorenzo Mora (22,65) Nicolò Martinenghi (24,95) Matteo Rivolta (21,60) Leonardo Deplano (20,52) Simone Cerasuolo Thomas Ceccon Alessandro Miressi | 1.29,72 WR     | Verenigde Staten Ryan Murphy (22,61) Nic Fink (25,24) Shaine Casas (22,13) Michael Andrew (20,39) Hunter Armstrong Trenton Julian Kieran Smith   | 1.30,31 AM      | Australië Isaac Cooper (22,66) Grayson Bell (25,92) Matthew Temple (21,75) Kyle Chalmers (20,48) Shaun Champion Flynn Southam                                              | 1.30,81 OC |
| 4x100 m              | Australië Isaac Cooper (49,46) Joshua Yong (56,55) Matthew Temple (48,34) Kyle Chalmers (44,63) Shaun Champion                                           | 3.18,98 WR     | Niet uitgereikt | Niet uitgereikt | Italië Lorenzo Mora (49,48) Nicolò Martinenghi (55,52) Matteo Rivolta (48,50) Alessandro Miressi (45,56) Thomas Ceccon Simone Cerasuolo Alberto Razzetti Paolo Conte Bonin | 3.19,06    |
| 4x100 m              | Verenigde Staten Ryan Murphy (48,96) Nic Fink (54,88) Trenton Julian (49,19) Kieran Smith (45,95) Hunter Armstrong Carson Foster                         | 3.18,98 WR     | Niet uitgereikt | Niet uitgereikt | Italië Lorenzo Mora (49,48) Nicolò Martinenghi (55,52) Matteo Rivolta (48,50) Alessandro Miressi (45,56) Thomas Ceccon Simone Cerasuolo Alberto Razzetti Paolo Conte Bonin | 3.19,06    |

### Vrouwen
| Onderdeel            | Goud | Goud           | Zilver | Zilver          | Brons | Brons      |
| -------------------- | --- | -------------- | --- | --------------- | --- | ---------- |
| Vrije slag           | |                | |                 | |            |
| 50 m                 | Emma McKeon Australië | 23,04 CR, OC   | Katarzyna Wasick Polen | 23,55           | Anna Hopkin Verenigd Koninkrijk | 23,68      |
| 100 m                | Emma McKeon Australië | 50,77 CR       | Siobhán Haughey Hongkong | 50,87           | Marrit Steenbergen Nederland | 51,25      |
| 200 m                | Siobhán Haughey Hongkong | 1.51,65        | Rebecca Smith Canada | 1.52,24         | Marrit Steenbergen Nederland | 1.52,28    |
| 400 m                | Lani Pallister Australië | 3.55,04        | Erika Fairweather Nieuw-Zeeland | 3.56,00         | Leah Smith Verenigde Staten | 3.59,78    |
| 800 m                | Lani Pallister Australië | 8.04,07 NR     | Erika Fairweather Nieuw-Zeeland | 8.10,41         | Miyu Namba Japan | 8.12,98 NR |
| 1500 m               | Lani Pallister Australië | 15.21,43 OC    | Miyu Namba Japan | 15.46,76 AS     | Kensey McMahon Verenigde Staten | 15.49,15   |
| Rugslag              | |                | |                 | |            |
| 50 m                 | Margaret MacNeil Canada | 25,25 WR       | Claire Curzan Verenigde Staten | 25,54           | Mollie O'Callaghan Australië | 25,61 OC   |
| 100 m                | Kaylee McKeown Australië | 55,49          | Mollie O'Callaghan Australië | 55,62           | Claire Curzan Verenigde Staten | 55,74      |
| 100 m                | Kaylee McKeown Australië | 55,49          | Mollie O'Callaghan Australië | 55,62           | Ingrid Wilm Canada | 55,74      |
| 200 m                | Kaylee McKeown Australië | 1.59,26        | Claire Curzan Verenigde Staten | 2.00,53         | Kylie Masse Canada | 2.01,26    |
| Schoolslag           | |                | |                 | |            |
| 50 m                 | Rūta Meilutytė Litouwen | 28,50          | Lara van Niekerk Zuid-Afrika | 29,09 AF        | Lilly King Verenigde Staten | 29,11      |
| 100 m                | Lilly King Verenigde Staten | 1.02,67        | Tes Schouten Nederland | 1.03,90 NR      | Anna Elendt Duitsland | 1.04,05    |
| 200 m                | Kate Douglass Verenigde Staten | 2.15,77 CR     | Lilly King Verenigde Staten | 2.17,13         | Tes Schouten Nederland | 2.18,19    |
| Vlinderslag          | |                | |                 | |            |
| 50 m                 | Torri Huske Verenigde Staten | 24,64          | Niet uitgereikt | Niet uitgereikt | Zhang Yufei China | 24,71 =AS  |
| 50 m                 | Margaret MacNeil Canada | 24,64 NR       | Niet uitgereikt | Niet uitgereikt | Zhang Yufei China | 24,71 =AS  |
| 100 m                | Margaret MacNeil Canada | 54,05 WR       | Torri Huske Verenigde Staten | 54,75           | Louise Hansson Zweden | 54,87      |
| 200 m                | Dakota Luther Verenigde Staten | 2.03,37        | Hali Flickinger Verenigde Staten | 2.03,78         | Elizabeth Dekkers Australië | 2.03,94    |
| Wisselslag           | |                | |                 | |            |
| 100 m                | Marrit Steenbergen Nederland | 57,53          | Béryl Gastaldello Frankrijk | 57,63           | Louise Hansson Zweden | 57,68      |
| 200 m                | Kate Douglass Verenigde Staten | 2.02,12 AM     | Alexandra Walsh Verenigde Staten | 2.03,37         | Kaylee McKeown Australië | 2.03,57 OC |
| 400 m                | Hali Flickinger Verenigde Staten | 4.26,51        | Sara Franceschi Italië | 4.28,58         | Waka Kobori Japan | 4.29,03    |
| Vrije slag estafette | |                | |                 | |            |
| 4x50 m               | Verenigde Staten Torri Huske (24,08) Claire Curzan (23,30) Erika Brown (23,74) Kate Douglass (22,77) Erin Gemmell Natalie Hinds Alexandra Walsh            | 1.33,89 CR, AM | Australië Meg Harris (23,98) Madison Wilson (23,51) Mollie O'Callaghan (24,01) Emma McKeon (22,73) Alexandria Perkins Brittany Castelluzzo                | 1.34,23 OC      | Nederland Kim Busch (24,20) Maaike de Waard (23,47) Kira Toussaint (24,01) Valerie van Roon (23,68) Tessa Vermeulen                                     | 1.35,36    |
| 4x100 m              | Australië Mollie O'Callaghan (52,19) Madison Wilson (51,28) Meg Harris (52,00) Emma McKeon (49,96) Leah Neale                                              | 3.25,43 WR     | Verenigde Staten Torri Huske (51,73) Kate Douglass (51,17) Claire Curzan (51,59) Erika Brown (51,80) Erin Gemmell Natalie Hinds                           | 3.26,29 AM      | Canada Rebecca Smith (52,68) Taylor Ruck (51,49) Margaret MacNeil (51,11) Katerine Savard (52,78) Mary-Sophie Harvey                                    | 3.28,06    |
| 4x200 m              | Australië Madison Wilson (1.53,13) Mollie O'Callaghan (1.52,83) Leah Neale (1.52,67) Lani Pallister (1.52,24) Meg Harris Brittany Castelluzzo Laura Taylor | 7.30,87 WR     | Canada Rebecca Smith (1.52,15) Katerine Savard (1.54,78) Mary-Sophie Harvey (1.54,81) Taylor Ruck (1.52,73) Sydney Pickrem Kelsey Wog                     | 7.34,47         | Verenigde Staten Alexandra Walsh (1.53,90) Hali Flickinger (1.53,48) Erin Gemmell (1.52,23) Leah Smith (1.55,09) Erika Brown Jillian Cox                | 7.34,70    |
| Wisselslagestafette  | |                | |                 | |            |
| 4x50 m               | Australië Mollie O'Callaghan (25,49) Chelsea Hodges (29,11) Emma McKeon (24,43) Madison Wilson (23,32) Kaylee McKeown Jenna Strauch                        | 1.42,35 WR     | Verenigde Staten Claire Curzan (25,75) Lilly King (29,00) Torri Huske (24,94) Kate Douglass (22,72) Alexandra Walsh Annie Lazor Erika Brown Natalie Hinds | 1.42,41         | Zweden Louise Hansson (25,86) Klara Thormalm (29,34) Sara Junevik (24,06) Michelle Coleman (23,17) Hanna Rosvall Sofia Åstedt                           | 1.42,43    |
| 4x100 m              | Verenigde Staten Claire Curzan (56,47) Lilly King (1.02,88) Torri Huske (54,53) Kate Douglass (50,47) Alexandra Walsh Erika Brown                          | 3.44,35 WR     | Australië Kaylee McKeown (55,74) Jenna Strauch (1.04,49) Emma McKeon (53,93) Meg Harris (50,76) Mollie O'Callaghan Chelsea Hodges Alexandria Perkins      | 3.44,92         | Canada Ingrid Wilm (55,36) Sydney Pickrem (1.04,42) Margaret MacNeil (54,59) Taylor Ruck (51,85) Kylie Masse Rachel Nicol Katerine Savard Rebecca Smith | 3.46,22    |

### Gemengd
| Onderdeel            | Goud | Goud       | Zilver | Zilver     | Brons | Brons   |
| -------------------- | --- | ---------- | --- | ---------- | --- | ------- |
| Vrije slag estafette | |            | |            | |         |
| 4x50 m               | Frankrijk Maxime Grousset (20,92) Florent Manaudou (20,26) Béryl Gastaldello (23,00) Melanie Hénique (23,15) Mary-Ambre Moluh               | 1.27,33 ER | Australië Kyle Chalmers (20,97) Matthew Temple (20,92) Meg Harris (23,73) Emma McKeon (22,62) Flynn Southam Madison Wilson    | 1.28,03    | Nederland Kenzo Simons (21,14) Thom de Boer (20,61) Maaike de Waard (23,35) Marrit Steenbergen (23,43) Stan Pijnenburg Nyls Korstanje | 1.28,53 |
| Wisselslagestafette  | |            | |            | |         |
| 4x50 m               | Verenigde Staten Ryan Murphy (22,37) Nic Fink (24,96) Kate Douglass (24,09) Torri Huske (23,73) Shaine Casas Michael Andrew Alexandra Walsh | 1.35,15 WR | Italië Lorenzo Mora (22,59) Nicolo Martinenghi (22,83) Silvia di Pietro (24,52) Costanza Cocconcelli (24,07) Simone Cerasuolo | 1.36,01 ER | Canada Kylie Masse (25,71) Javier Acevedo (25,95) Ilya Kharun (22,12) Margaret MacNeil (23,15) Ingrid Wilm Rebecca Smith              | 1.36,93 |